# Francesco Di Fulvio
Francesco Di Fulvio (né le 15 août 1993 à Pescara) est un joueur de water-polo italien, attaquant de la Pro Recco.
Il fait partie de l'équipe nationale italienne lors des Championnats du monde de natation 2015 à Kazan.